# 大森敬堂
大森 敬堂（おおもり けいどう、明治9年（1876年）1月16日 - 明治44年（1911年）6月14日）は明治時代の日本画家。

## 来歴
尾形月耕及び川端玉章の門人。明治9年（1876年）1月16日、東京府京橋に生まれる。本名は新之助。幼少から絵を好み、始め京橋桶町の尾形月耕に絵の手ほどきを受け、後に玉章に師事する。同門の結城素明とともに東京美術学校日本画科に入学、師玉章の指導する第三教室において俊秀の誉れがあった。明治24年（1891年）の日本青年絵画協会臨時研究会に「楓亀」を出品すると五等褒状、明治27年（1894年）の日本青年絵画協会第3回絵画共進会に「朧月白鷺」を出品すると三等褒状を受ける。その後、明治29年（1896年）の日本絵画協会第1回絵画共進会に「錦魚」、「空濶」を出品、前者により二等褒状、明治30年（1897年）春の同第2回絵画共進会に「月」を出品して一等褒状、同年秋の同第3回絵画共進会に「夏の海」、「妙音」を出品、後者で一等褒状を受賞、明治31年（1898年）春の同第4回絵画共進会には「海岸」を出品している。
明治32年（1899年）7月、東京美術学校卒業後には天真社及び日本画会を主な活動の場とし、明治33年（1900年）に自然主義を標榜、結城素明、平福百穂、福井江亭らとともに无声会を結成してから自らの資質を開花させた。しかし、明治44年（1911年）に病を得、同年6月14日、前途を嘱望されながら36歳で没した。

## 作品
- 「山水図」 絹本着色
- 「湖水図」
- 「鷺」